# Park Monceau

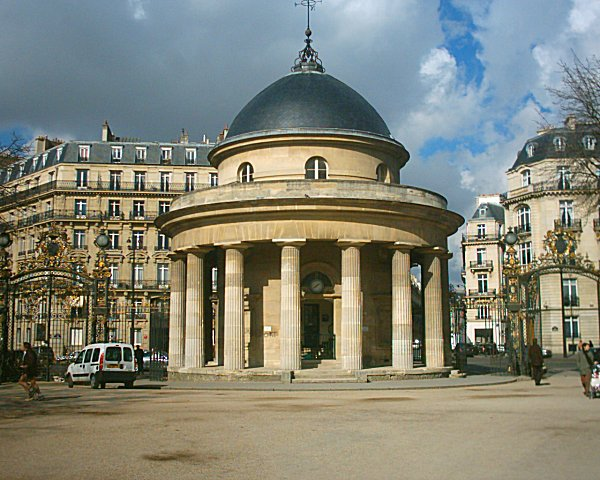
Rotunda w Parku Monceau

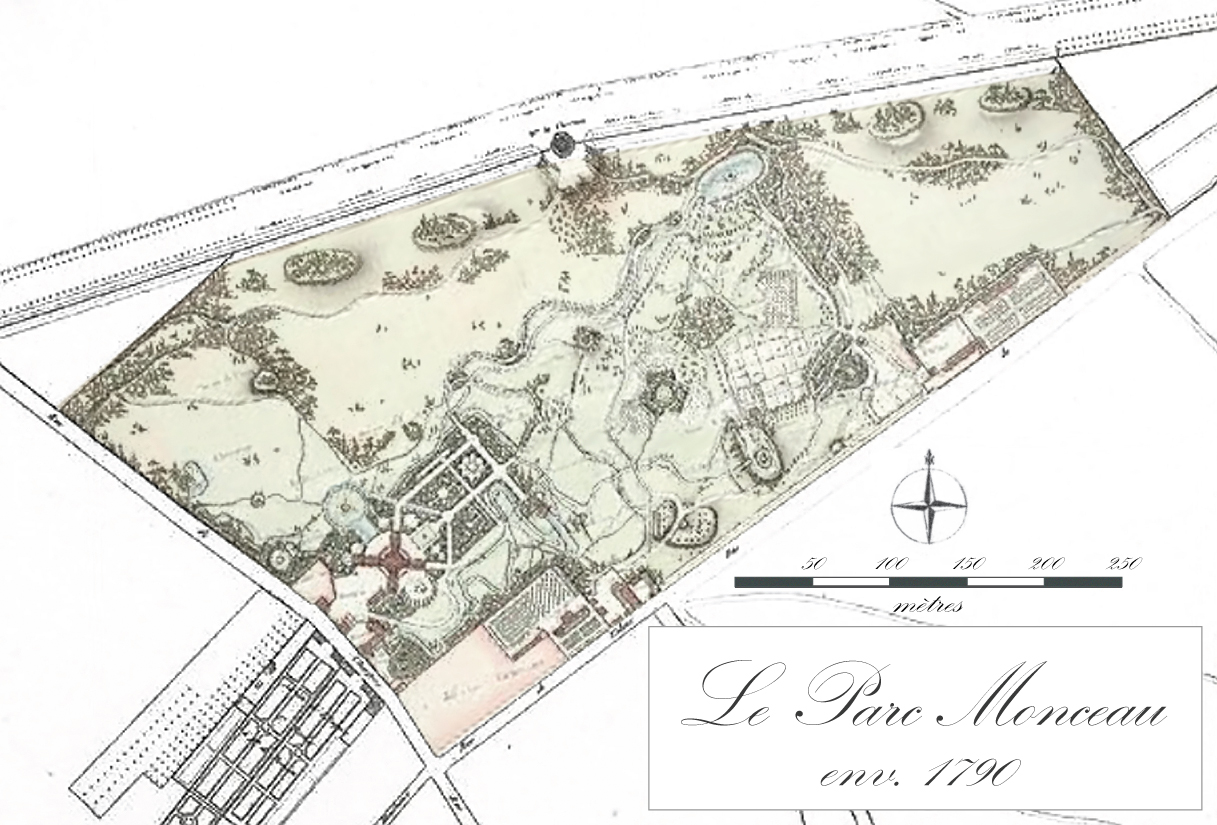

Park Monceau – park publiczny położony w Paryżu w 8. dzielnicy. Zajmuje część ulic: Boulevard de Courcelles, de Prony oraz Georges Berger. Przy głównym wejściu do parku znajduje się charakterystyczna rotunda.
Park został utworzony przez Ludwika Filipa Józefa Burbona-Orleańskiego, kuzyna ówczesnego króla Francji. Ogród został otwarty w 1769 roku, a pracami przy jego tworzeniu kierował Louis Carrogis Carmontelle. Carmontelle, znany ze swojej sympatii do Anglii, zaprojektował ogród w stylu angielskim, czerpiąc wzory z ówczesnych XVIII-wiecznych ogrodów angielskiej arystokracji. Ogród w ciągu następnych lat znacznie się rozrósł. Jego powierzchnia w 1778 roku wynosiła 12 hektarów.
W 1793 roku, w trakcie trwania rewolucji francuskiej, Ludwik Filip został ścięty na gilotynie. Wówczas park przeszedł w ręce publiczne. Krótko po tym została zbudowana w nim rotunda, zaprojektowana przez Claude Nicolasa Ledouxa.
W 1797 roku park był miejscem pierwszego skoku ze spadochronem, kiedy to André-Jacques Garnerin  wyskoczył z balonu na ogrzane powietrze projektu Braci Montgolfier i wylądował na oczach tłumu widzów.

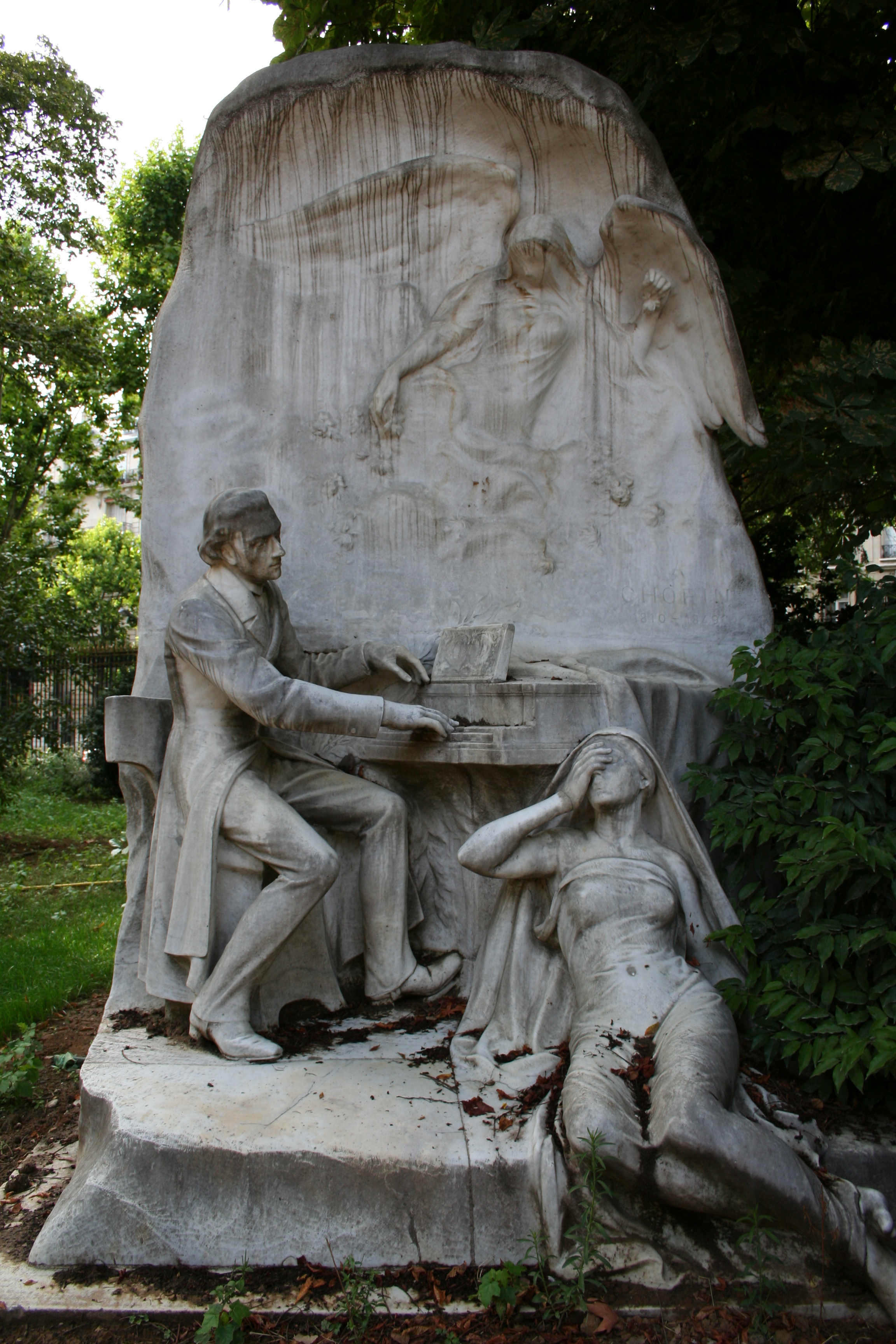
pomnik Fryderyka Chopina w Parku Monceau

Władze miasta Paryża wykupiły park w 1860 roku. Wówczas ponad połowa jego ówczesnego terenu została sprzedana pod budowę nowych nieruchomości. Dzięki inicjatywie Georges'a Haussmanna połowa parku, która miała zostać sprzedana, pozostała w jego granicach. Park otrzymał miano publicznego i został oficjalnie otwarty przez cesarza Napoleona III w 1861 roku.
Podczas komuny paryskiej w 1871 roku park Monceau był miejscem masakry wielu komunardów, którzy się tam schronili. Żołnierze wersalscy wkroczyli do parku na rozkaz Napoleona III, dokonując rzezi znajdujących się tam ludzi. 
Park Monceau był motywem prac wielu artystów XIX-wiecznych, w tym Claude Moneta, który stworzył obraz Le Parc Monceau w 1876 roku, oraz Hectora Berlioza.
Obecnie w parku Monceau znajdują się liczne place zabaw dla dzieci, przez co jest on popularnym miejscem wypoczynku całych rodzin. W parku znajduje się także darmowa strefa Wi-Fi, skonstruowana dla użytkowników przenośnych komputerów, chcących skorzystać z dostępu do internetu.
Najbliższą stacją paryskiego metra jest Monceau.